# Robert Lyster Thornton
Robert Lyster Thornton (29 novembre 1908 - 28 septembre 1985) est un physicien anglo-canadien-américain qui a travaillé sur les cyclotrons au Laboratoire national Lawrence-Berkeley d'Ernest Lawrence dans les années 1930. Pendant la Seconde Guerre mondiale, il participe au développement du calutron dans le cadre du projet Manhattan. 

## Biographie
Robert Lyster Thornton est né à Wootton, Bedfordshire, Angleterre, le 29 novembre 1908, fils de Dudley L. Thornton, ingénieur en mécanique, et de sa femme Katherine Foster. La famille émigre au Canada lorsque son père travaille pour le Chemin de fer Canadien Pacifique. Il entre à l'Université McGill, obtenant son B.Sc. en 1930, puis son doctorat en 1933, rédigeant sa thèse sur "L'effet Stark pour le krypton ; intensités Stark dans l'hydrogène et l'hélium" sous la direction de John Stuart Foster, un expert de l'effet Stark,. Ses résultats sont ensuite publiés dans les Proceedings of the Royal Society.
En 1933, Thornton part à l'Université de Californie à Berkeley grâce à une bourse de voyage Morse de l'Université McGill. Il rejoint le Laboratoire national Lawrence-Berkeley d'Ernest Lawrence, l'un des neuf chercheurs du Commonwealth britannique qui y travaillent dans les années 1930 . Il est l'un des premiers pionniers du cyclotron, un groupe qui comprend Bernard Kinsey, Franz Kurie, Edwin McMillan, Arthur Snell et Stanley van Voorhis. En effet, c'est dans un article de 1935 qu'il co-écrit avec Lawrence et McMillan que le terme "cyclotron" apparait pour la première fois,. Il est aussi impliqué dans une exploration du processus Oppenheimer-Phillips. En 1938, il épouse Mary Elizabeth (Betty) Edie. Ils ont deux filles, Katherine (Katy) et Margaret (Peggy), et un fils, Denis.
Thornton aide l'Université du Michigan à créer un cyclotron en 1935. En 1940, il quitte Berkeley pour un poste de professeur associé à l'Université Washington de Saint-Louis, où il construit à nouveau un cyclotron, mais il retourne à Berkeley en 1942 à la demande de Lawrence pour aider au développement du calutron,. Il s'agit d'un dispositif d'enrichissement d'uranium utilisant la séparation électromagnétique, dans le cadre du projet Manhattan, l'effort de développement de bombes atomiques pendant la Seconde Guerre mondiale. Il travaille à Boston avec Stone & Webster, et devient finalement directeur adjoint de la division d'amélioration des processus de la Tennessee Eastman Corporation au Clinton Engineer Works à Oak Ridge, Tennessee. Pendant la guerre, il devient citoyen américain.
Après la fin de la guerre, il retourne à l'Université de Washington à St. Louis, où Arthur Compton construit le département de physique. Compton offre à Thornton la direction du nouveau laboratoire nucléaire là-bas, mais Thornton refuse. Il décline également une offre d'administrateur des Laboratoires nucléaires de Chalk River au Canada. Au lieu de cela, il retourne à Berkeley en 1945 pour diriger les travaux sur le nouveau cyclotron dont l'achèvement a été retardé par la guerre. En vertu d'un accord spécial entre Lawrence et Robert Gordon Sproul, le président de l'Université de Californie, Thornton est nommé professeur de physique au Radiation Laboratory. Dans les premières années d'après-guerre, le cyclotron de 184 pouces est à la pointe de la physique, étant particulièrement utile dans l'exploration du méson. Thornton devient professeur régulier à l'Université de Californie en 1948 et commence à donner des cours de mécanique, d'électricité et de magnétisme.
Thornton devient directeur adjoint du Radiation Laboratory en 1954, directeur associé en 1959 et directeur associé du programme et de la planification en 1967. Il prend sa retraite en 1972, mais travaille à temps partiel au Laboratoire national Lawrence Livermore pendant encore dix ans, après quoi il retourne au Laboratoire national Lawrence-Berkeley en tant que consultant. Sa femme Betty est décédée en 1974. En 1977, il se remarie avec Sigvor Hamre, la veuve de Haakon Hamre, professeur de langue et littérature scandinaves à Berkeley. Il est décédé à Berkeley le 28 septembre 1985.